# Bóng đá tại Thế vận hội Mùa hè 1936
Tại Thế vận hội mùa hè 1936 được tổ chức tại Đức, Ý là đội đã giành được huy chương vàng môn bóng đá nam.

## Địa điểm
| Sân vận động Olympic | Gesundbrunnen Stadium |
| Sức chứa: 100,000    | Sức chứa: 35,239      |
|                      |                       |
| Berlin               | Berlin                |
| Post Stadium         | Mommsen Stadium       |
| Sức chứa: 45,000     | Sức chứa: 15,005      |
|                      |                       |

## Các nước được huy chương
| Vàng | Bạc | Đồng |
| Ý (ITA) Bruno Venturini · Alfredo Foni · Pietro Rava · Giuseppe Baldo · Achille Piccini · Ugo Locatelli · Annibale Frossi · Libero Marchini · Luigi Scarabello · Carlo Biagi · Giulio Cappelli · Sergio Bertoni · Alfonso Negro · Francesco Gabriotti | Áo (AUT) Franz Fuchsberger · Max Hofmeister · Eduard Kainberger · Karl Kainberger · Martin Kargl · Josef Kitzmüller · Anton Krenn · Ernst Künz · Adolf Laudon · Franz Mandl · Klement Steinmetz · Karl Wahlmüller · Walter Werginz | Na Uy (NOR) Henry Johansen · Fredrik Horn · Nils Eriksen · Frithjof Ulleberg · Jørgen Juve · Rolf Holmberg · Sverre Hansen · Magnar Isaksen · Alf Martinsen · Reidar Kvammen · Arne Brustad · Øivind Holmsen · Odd Frantzen · Magdalon Monsen |

## Vòng đầu tiên
| Ý          | 1–0    | Hoa Kỳ |
| ---------- | ------ | ------ |
| Frossi 58' | Report |        |

| Na Uy                                          | 4–0    | Thổ Nhĩ Kỳ |
| ---------------------------------------------- | ------ | ---------- |
| Martinsen 30', 70' · Brustad 53' · Kvammen 80' | Report |            |

| Japan                                   | 3–2    | Thụy Điển        |
| --------------------------------------- | ------ | ---------------- |
| Kawamoto 49' · Ukon 62' · Matsunaga 85' | Report | Persson 24', 37' |

| Đức                                                                              | 9–0    | Luxembourg |
| -------------------------------------------------------------------------------- | ------ | ---------- |
| Urban 16', 54', 75' · Simetsreiter 32', 48', 74' · Gauchel 49', 89' · Elbern 76' | Report |            |

| Ba Lan                    | 3–0    | Hungary |
| ------------------------- | ------ | ------- |
| Gad 12', 27' · Wodarz 88' | Report |         |

| Áo                            | 3–1    | Ai Cập   |
| ----------------------------- | ------ | -------- |
| Steinmetz 4', 65' · Laudon 7' | Report | Sakr 85' |

| Perú                                                    | 7–3    | Phần Lan                                       |
| ------------------------------------------------------- | ------ | ---------------------------------------------- |
| Fernández 17', 33', 47', 49', 70' · Villanueva 21', 67' | Report | Kanerva 42' (ph.đ.) · Grönlund 75' · Larvo 80' |

| Anh Quốc              | 2–0    | China |
| --------------------- | ------ | ----- |
| Dodds 55' · Finch 65' | Report |       |